# Huila
Huila – departament Kolumbii. Leży na południowym zachodzie kraju, jego stolicą jest Neiva.

## Geografia
Największa z rzek Kolumbii, Magdalena, przepływa przez departament Huila. Największe miejscowości departamentu leżą w jej dolinie.

## Gminy
- Acevedo
- Agrado
- Aipe
- Algericas
- Altamira
- Baraya
- Campoalegre
- Colombia
- Elías
- Garzón
- Gigante
- Guadalupe
- Hobo
- Iquira
- Isnos
- La Argentina
- La Plata
- Nátaga
- Neiva
- Oporapa
- Paicol
- Palermo
- Palestina
- Pital
- Pitalito
- Rivera
- Saladoblanco
- San Agustín
- Santa María
- Suaza
- Tarqui
- Tello
- Teruel
- Tesalia
- Timaná
- Villavieja
- Yaguará